# ISO/IEC 8859-5
ISO 8859-5:1999, Информационе технологије — 8-битни једнобајтни кодирани графички скупови знакова — Део 5: Латиница/ћирилица, део је ISO 8859 серије стандардних енкодирања знакова заснованих на ASCII-у. Неформално се назива латиница/ћирилица .
Дизајниран је да покрије језике који користе ћирилицу као што су бугарски, белоруски, руски, српски и македонски, али никада није био у широкој употреби. Далеко се чешће користе 8-битна кодирања KOI8-R и KOI8-U, IBM-866, а такође и Windows-1251. За разлику од односа између Windows-1252 и ISO 8859-1, Windows-1251 није блиско повезан са ISO 8859-5. Међутим, главни ћирилични блок у Unicode-у користи распоред заснован на ISO 8859-5.
ISO 8859-5 би такође био употребљив за украјински језик у Совјетском Савезу од 1933. до 1990., али недостаје слово ґ, које је обавезно у украјинској ортографији пре и после, и током тог периода ван Совјетске Украјине. Као резултат тога, IBM је направио кодну страницу 1124.
ISO 8859-5 је IANA преферирани назив скупа знакова за овај стандард када се допуни контролним кодовима C0 и C1 из ISO 6429. Windows кодна страница за ISO-8859-5 је кодна страница 28595 ака Windows-28595.  IBM је доделио кодну страницу 915 ISO 8859-5 док та кодна страница није проширена.

## Изглед кодне странице
Разлике у односу на ISO 8859-1 су приказане са његовом еквивалентном кодном тачком Unicode.
|    | 0      | 1      | 2      | 3      | 4      | 5      | 6      | 7      | 8      | 9      | A      | B      | C      | D      | E      | F      |
| 0x |        |        |        |        |        |        |        |        |        |        |        |        |        |        |        |        |
| 1x |        |        |        |        |        |        |        |        |        |        |        |        |        |        |        |        |
| 2x | SP     | !      | "      | #      | $      | %      | &      | '      | (      | )      | *      | +      | ,      | -      | .      | /      |
| 3x | 0      | 1      | 2      | 3      | 4      | 5      | 6      | 7      | 8      | 9      | :      | ;      | <      | =      | >      | ?      |
| 4x | @      | A      | B      | C      | D      | E      | F      | G      | H      | I      | J      | K      | L      | M      | N      | O      |
| 5x | P      | Q      | R      | S      | T      | U      | V      | W      | X      | Y      | Z      | [      | \      | ]      | ^      | _      |
| 6x | `      | a      | b      | c      | d      | e      | f      | g      | h      | i      | j      | k      | l      | m      | n      | o      |
| 7x | p      | q      | r      | s      | t      | u      | v      | w      | x      | y      | z      | {      | \|     | }      | ~      |        |
| 8x |        |        |        |        |        |        |        |        |        |        |        |        |        |        |        |        |
| 9x |        |        |        |        |        |        |        |        |        |        |        |        |        |        |        |        |
| Ax | NBSP   | Ё 0401 | Ђ 0402 | Ѓ 0403 | Є 0404 | Ѕ 0405 | І 0406 | Ї 0407 | Ј 0408 | Љ 0409 | Њ 040A | Ћ 040B | Ќ 040C | SHY    | Ў 040E | Џ 040F |
| Bx | А 0410 | Б 0411 | В 0412 | Г 0413 | Д 0414 | Е 0415 | Ж 0416 | З 0417 | И 0418 | Й 0419 | К 041A | Л 041B | М 041C | Н 041D | О 041E | П 041F |
| Cx | Р 0420 | С 0421 | Т 0422 | У 0423 | Ф 0424 | Х 0425 | Ц 0426 | Ч 0427 | Ш 0428 | Щ 0429 | Ъ 042A | Ы 042B | Ь 042C | Э 042D | Ю 042E | Я 042F |
| Dx | а 0430 | б 0431 | в 0432 | г 0433 | д 0434 | е 0435 | ж 0436 | з 0437 | и 0438 | й 0439 | к 043A | л 043B | м 043C | н 043D | о 043E | п 043F |
| Ex | р 0440 | с 0441 | т 0442 | у 0443 | ф 0444 | х 0445 | ц 0446 | ч 0447 | ш 0448 | щ 0449 | ъ 044A | ы 044B | ь 044C | э 044D | ю 044E | я 044F |
| Fx | № 2116 | ё 0451 | ђ 0452 | ѓ 0453 | є 0454 | ѕ 0455 | і 0456 | ї 0457 | ј 0458 | љ 0459 | њ 045A | ћ 045B | ќ 045C | § 00A7 | ў 045E | џ 045F |

## Историја и сродне кодне странице
Стандард ECMA-113 је еквивалентан ISO-8859-5 од свог другог издања,  његово прво издање (ISO-IR-111) је било проширење ранијег KOI-8 (дефинисаног GOST 19768-74), који поставља руска слова на исти начин као и њихова ASCII римска слова. Првобитни нацрт ISO-8859-5 (DIS-8859-5:1987) пратио је ISO-IR-111, али је ревидиран  након што је GOST 19768-74 замењен  новим ISO-IR-153 1987., који је преуредио руска слова у алфабетичким редоследима (осим Ебетичких слова).   ISO-IR-153 садржи руска слова, укључујући Е, и непрекидни размак и меку цртицу, док се пуни ћирилични сет ISO-8859-5 такође назива ISO-IR-144. 
Вероватно као последица ове конфузије, 1345 погрешно наводи још једну кодну страницу као "ISO-IR-111", комбинујући редослед слова и редослед великих и малих слова ISO-8859-5 са редом редова ISO-IR-111 (и према томе компатибилан ни са једним ни са једним у пракси, али у пракси делимично компатибилан  са Виндовс-1251 ).  
IBM кодна страница 915 је проширење ISO 8859-5, додајући неке семиграфске и друге симболе у подручје C1. IBM кодна страница 1124 је углавном идентична ISO-8859-5, али замењује г са ґ за украјинску употребу.
ISO-IR-200, „Додатни сет са уралским словима“, је 1998. регистровао Еверсон Гун Теоранта (којег је Мајкл Еверсон био директор, пре оснивања Evertype 2001.), и мења неколико неруских слова. Сам ISO-8859-5. Мајкл Еверсон је такође представио Mac OS Barents Cyrillic за исте језике на класичном Mac OS-у. FreeDOS то назива кодном страницом 59283.
|    | 0    | 1 | 2      | 3      | 4      | 5      | 6 | 7      | 8      | 9      | A      | B      | C      | D   | E      | F      |
| Ax | NBSP | Ё | Ӈ 04C7 | Ӓ 04D2 | Ӭ 04EC | Ҍ 048C | І | Ӧ 04E6 | Ҋ 048A | Ӆ 04C5 | Ӊ 04C9 | « 00AB | Ӎ 04CD | SHY | Ҏ 048E | ʼ 02BC |
|    |      |   |        |        |        |        |   |        |        |        |        |        |        |     |        |        |
| Fx | №    | ё | ӈ 04C8 | ӓ 04D3 | ӭ 04ED | ҍ 048D | і | ӧ 04E7 | ҋ 048B | ӆ 04C6 | ӊ 04CA | » 00BB | ӎ 04CE | §   | ҏ 048F | ˮ 02EE |

ISO-IR-201 је на сличан начин увео Еверсон Гун Теоранта како би подржао језике Чуваш, Коми, Мари и Удмурт, који се говоре у титуларним републикама Русије. FreeDOS то назива кодном страницом 58259. 
|    | 0    | 1 | 2      | 3      | 4      | 5      | 6 | 7      | 8      | 9      | A      | B      | C      | D   | E      | F      |
| Ax | NBSP | Ё | Ӑ 04D0 | Ӓ 04D2 | Ӗ 04D6 | Ҫ 04AA | І | Ӧ 04E6 | Ӥ 04E4 | Ӝ 04DC | Ҥ 04A4 | Ӹ 04F8 | Ӟ 04DE | SHY | Ӱ 04F0 | Ӵ 04F4 |
|    |      |   |        |        |        |        |   |        |        |        |        |        |        |     |        |        |
| Fx | №    | ё | ӑ 04D1 | ӓ 04D3 | ӗ 04D7 | ҫ 04AB | і | ӧ 04E7 | ӥ 04E5 | ӝ 04DD | ҥ 04A5 | ӹ 04F9 | ӟ 04DF | §   | ӱ 04F1 | ӵ 04F5 |